# Ambasia atlanticus
Ambasia atlanticus är en kräftdjursart som beskrevs av H. Milne-Edwards. Ambasia atlanticus ingår i släktet Ambasia och familjen Lysianassidae. Inga underarter finns listade i Catalogue of Life.